# کاتژینا بارتونیووا
کاتژینا بارتونیووا (چکی: Kateřina Bartoňová؛ زادهٔ ۱۷ ژانویهٔ ۱۹۹۰) بازیکن بسکتبال زن اهل جمهوری چک است. وی در بازی‌های المپیک تابستانی ۲۰۱۲ شرکت کرده‌است.